# البحر يحاكم سمكة
البحر يحاكم سمكة، مجموعة نصوص وحوارات من مؤلفات الشاعرة والكاتبة العربية السورية غادة السمان، صدرت في عام 1986، عن منشورات غادة السمان في بيروت، لبنان.